# Kali ozonide
Kali ozonit là một hợp chất vô cơ có công thức hóa học là KO3. Hiện nay người ta chỉ biết được một số ozonit của kim loại kiềm và amoni, trong đó biết nhiều nhất là KO3.

## Tính chất hóa học
- Kali ozonit là một hợp chất có tính oxy hóa rất mạnh, tác dụng với kim loại, hydro, cacbon, phosphor, hoặc các chất hữu cơ:

KO3 + 5K → 3K2 + O3↑
2KO3 + H2 → 2KOH + 2O2↑
4KO3 + 2C → 2K2CO3 + 3O2↑
6KO3 + 2P → 2K3PO4 + 5O2↑
- Kali ozonit bị phân hủy mãnh liệt khi gặp nước và giải phóng oxy:

4KO3 + 2H2O → 4KOH  +  5O2↑
- Kali ozonit bị phân hủy ở nhiệt độ cao[3], hoặc phân hủy dần dần ở nhiệt độ thường[2]:

2KO3 → 2KO2 + O2↑

## Điều chế
- Kali ozonit được điều chế bằng cách cho kali hydroxide tác dụng với ozon ở -5 đến -10 ℃[2]:

6KOH + 4O3 → 4KO3 + 2KOH·H2O + O2↑
Dùng amonia lỏng ở -45 ℃ chiết kali ozonit ra sẽ thu được dung dịch màu đỏ. Cho dung dịch này bay hơi sẽ thu được tinh thể đỏ cam của KO3.
- Hoặc cho KO2 tác dụng với ozon:

KO2 + O3 → KO3 + O2↑